# Подолень (Нямц)
Подолень, Подолені (рум. Podoleni) — село у повіті Нямц в Румунії. Входить до складу комуни Подолень.
Село розташоване на відстані 265 км на північ від Бухареста, 23 км на південний схід від П'ятра-Нямца, 83 км на південний захід від Ясс, 148 км на північний схід від Брашова.

## Населення
За даними перепису населення 2002 року у селі проживали 5227 осіб, з них 5226 осіб (> 99,9%) румунів. Усі жителі села рідною мовою назвали румунську.